# 栗駒國定公園
栗駒國定公園（日语：／ Kurikoma Kokutei Kōen），是位在日本岩手縣、宮城縣、秋田縣、山形縣的國定公園。1968年7月22日指定。面積77,122ha。
公園包含燒石岳西麓（燒石岳山頂非在公園內）、栗駒山（須川岳）、以大噴湯聞名的小安峽、世界谷地原生花園、神室山、鬼首與鳴子峽等處。另外，區域內有栗駒溫泉鄉、夏油溫泉、秋之宮溫泉鄉、鬼首溫泉鄉、須川溫泉、鳴子溫泉鄉（鳴子、東鳴子、中山平）等溫泉地。鳴子溫泉鄉一帶是日本東北著名的保養地，遊客眾多。
地質學上，夏油溫泉的石灰華（特別天然紀念物）、鮞狀珪石與噴泉塔（天然紀念物）、鬼首的雌釜與雄釜間歇溫泉（特別天然紀念物）等特殊地質景觀都在公園內。
栗駒國定公園是由東北四縣設置的縣立自然公園，分別是岩手縣的須川·燒石自然公園、宮城縣的栗駒山縣立自然公園、玉造溫泉鄉縣立自然公園、秋田縣的栗駒縣立自然公園、山形縣的神室加無山縣立自然公園，合併成立。而加無山區域則獨立為加無山縣立自然公園。

## 主要景點
- 栗駒山（日语：栗駒山）
- 小安峽（日语：小安峡）
- 鳴子峽（日语：鳴子峡）
  - 鳴子溫泉鄉（日语：鳴子温泉郷）
- 夏油溫泉（日语：夏油温泉）

## 關連市町村
- 岩手縣 - 一關市、奧州市、北上市、金崎町、西和賀町
- 宮城縣 - 大崎市、栗原市
- 秋田縣 - 湯澤市、東成瀨村
- 山形縣 -

## 集團設施地區
| 地區名   | 面積   | 所在地                             | 使用人數（人） |
| -------- | ------ | ---------------------------------- | -------------- |
| 夏油溫泉 | －     | 岩手縣北上市                       | 12,000         |
| 須川溫泉 | 50.9ha | 岩手縣一關市、秋田縣雄勝郡東成瀨村 | 232,000        |

## 關連項目
- 國定公園

## 外部連結
- （日語）栗駒國定公園 （页面存档备份，存于）